# 伊丹勝久
伊丹 勝久（いたみ かつひさ）は、江戸時代前期の甲斐国徳美藩の世嗣。通称は大蔵。

## 略歴
2代藩主・伊丹勝長の五男として誕生。子は美濃部保江（長男）、鷲尾利安（次男）。
男子に恵まれなかった兄で3代藩主・伊丹勝政の養子となっていたが、延宝元年（1673年）、兄に嫡男・勝守が生まれたため廃嫡された。
延宝3年（1676年）、31歳で没した。